# Герцог де Полиньяк
Герцог де Полиньяк (фр. duc de Polignac) — титул, созданный королём Франции Людовиком XVI, 20 сентября 1780 года, для Армана-Жюля-Франсуа де Полиньяка, виконта де Полиньяка. Ранее они носили титул виконта де Полиньяка.

## История
Титул герцога де Полиньяка является герцогством и пэрством.
Первоначально титул был создан в 1780 году по бреве, что означало, что титул не был наследственным. Титул был сделан наследуемым в 1783 году в соответствии с мужским первородством. В 1817 году носитель титула был сделан пэром Франции.
Третий герцог, Жюль, младший сын первого герцога, был создан (до своего наследования герцогства) князем Папской области в 1820 году, уполномоченный носить титул во Франции в 1822 году, и получил тот же титул в королевстве Бавария в 1838 году, который простирался на всё его мужское потомство. Таким образом, потомки Жюля носят титул князя или княгини де Полиньяк, в то время как члены семьи происходящие только от первого герцога пользуются титулами графа или мадемуазель де Полиньяк.
Женой первого герцога была знаменитая Иоланда де Поластрон. Математик — князь Альфонс де Полиньяк, военачальник — князь Камиль де Полиньяк и композитор — князь Эдмон де Полиньяк были младшими сыновьями третьего герцога, княгиня Эдмон де Полиньяк, жена последнего, была американской богатой наследницей Виннаретта Зингер. Граф Пьер де Полиньяк, праправнук первого герцога, женился на принцессе Шарлотте, герцогине Валентинуа и был отцом Ренье III, князя Монако.

## Герцоги де Полиньяк
1. 1780—1817 — Арман XXIII Жюль-Франсуа де Полиньяк (1746—1817), 1-й герцог де Полиньяк;
2. 1817—1847 — Арман XXIV Жюль-Мари-Эраклюс де Полиньяк (1771—1847), 2-й герцог де Полиньяк, сын предыдущего;
3. 1847 — Жюль-Огюст-Арман-Мари де Полиньяк (1780—1847), 3-й герцог де Полиньяк, брат предыдущего;
4. 1847—1890 — Жюль-Арман XXV Жан-Мельхиор де Полиньяк (1817—1890), 4-й герцог де Полиньяк, сын предыдущего;
5. 1890—1917 — Арман XXVI Эракль-Мари де Полиньяк (1843—1917), 5-й герцог де Полиньяк, сын предыдущего;
6. 1917—1961 — Арман XXVII Анри-Жюль-Мари де Полиньяк (1872—1961), 6-й герцог де Полиньяк, сын предыдущего;
7. 1961—1999 — Жан-Эракль-Арман XXVIII Франсуа-Эмманюэль-Мари-Жозеф де Полиньяк (1914—1999), 7-й герцог де Полиньяк, сын предыдущего;
8. 1999 — Шарль-Арман XXIX Эмманюэль-Мари-Жозеф-Жюль де Полиньяк (род. в 1946 году), 8-й герцог де Полиньяк, сын предыдущего.